# Rudolf Clausius
Rudolf Julius Emanuel Clausius (født 2. januar 1822 i Köslin i Pommern, død 24. august 1888 i Bonn) var en tysk fysiker.
Clausius studerede fra 1840 i Berlin, hvor han blev lærer ved Artilleriskolen. 1855 kom han som lærer til Polytechnikum i Zürich, hvor han to år efter tillige blev ordentlig professor ved universitetet. 1867 blev han professor i Würzburg og 1869 i Bonn. Hans videnskabelige virksomhed samlede sig især om den mekaniske varmeteori, hvor han kom til at indtage en førerstilling. Carnots princip i sin ældre form var i 1840'erne almindelig antaget af fysikerne; visse beregninger, især over den sænkning, som vands frysepunkt lider ved tryk, var udførte ved hjælp af dette princip og derpå bekræftede ved forsøg. Men i løbet af 1840'erne viste Mayer, Colding og Joule, at varme kan forvandles til arbejde, hvilket syntes at stride mod Carnots princip. Medens andre fysikere mente at burde afvente nye erfaringer, påviste Clausius 1850 (Poggendorffs Annalen, Ueber die bewegende Kraft der Wärme etc.), hvorledes Carnots lære kunde omformes således, at dens kerne bevaredes, medens den bragtes i harmoni med den nye lære om varmen som 
en energiform. Også som en af grundlæggerne for den mekaniske gasteori (Poggendorffs Annalen 1857) må Clausius nævnes, og til elektricitetslæren har han givet vigtige Bidrag. Under titlen Die mechanische Wärmetheorie von Rudolf Clausius (1876-91, 3 bind, det sidste udgivet efter hans død) er hans arbejder over varme, elektricitet og gasteori samlede. Desuden har han skrevet: Die Potentialfunktion und das Potential.